# Kahlgrachtmühle
Die Kahlgrachtmühle war eine oberschlächtige Wassermühle am Haarbach in der Stadt Aachen in der nordrhein-westfälischen Städteregion Aachen im Regierungsbezirk Köln.

## Geographie
Die Kahlgrachtmühle hatte ihren Standort am Haarbach, in der Kahlgrachtstraße 54 im Stadtbezirk Haaren-Verlautenheide in der Städteregion Aachen. Sie lag auf einer Höhe von ca. 166 m über NN. Oberhalb der Kahlgrachtmühle stand die Scheidmühle, unterhalb hat die Welsche Mühle ihren Standort.

## Gewässer
Die Quellen des Haarbachs lagen in früherer Zeit in einer Höhe von ca. 231 m über NN in der Nähe des ehemaligen Driescher Hofs in der Stadt Aachen. Heute beginnt der Bach in der Nähe von Gut Neuenhof. Der Bach mit einer ursprünglichen Länge von fast 9 km  ist ein Nebengewässer der Wurm und fließt nordostwärts in Richtung Eilendorf, unterquert die Bahnlinie Aachen-Eschweiler. Der weitere Weg des Baches verläuft in nordwestlicher Richtung, südlich vorbei an Verlautenheide und dann in das Zentrum nach Aachen-Haaren. Im Stadtkern von Haaren ist der Haarbach weitgehend kanalisiert. Am Tuchmacherweg fließt der Haarbach in einer Höhe von circa 144 m über NN als offener Bach in die Wurm. Die Pflege und Unterhaltung des Gewässers obliegt dem Wasserverband Eifel-Rur (WVER).

## Geschichte
Die Kahlgrachtmühle hat ihre erste Erwähnung im Jahre 1453 und wurde ursprünglich als Mahlmühle genutzt. Ab der Mitte des 16. Jahrhunderts bis etwa 1670 wurde die Mühle als Kupfermühle betrieben. Ab 1753 wurde aus der Kupfermühle wieder eine Mahlmühle. Der Mühle vorgelagert war eine Stauanlage mit Schleusen und einem oberschlächtigen Wasserrad aus Holz. Ende 1944 wurde der Mühlenbetrieb eingestellt. Die Mühlengebäude dienen heute zu Wohnzwecken.

## Galerie

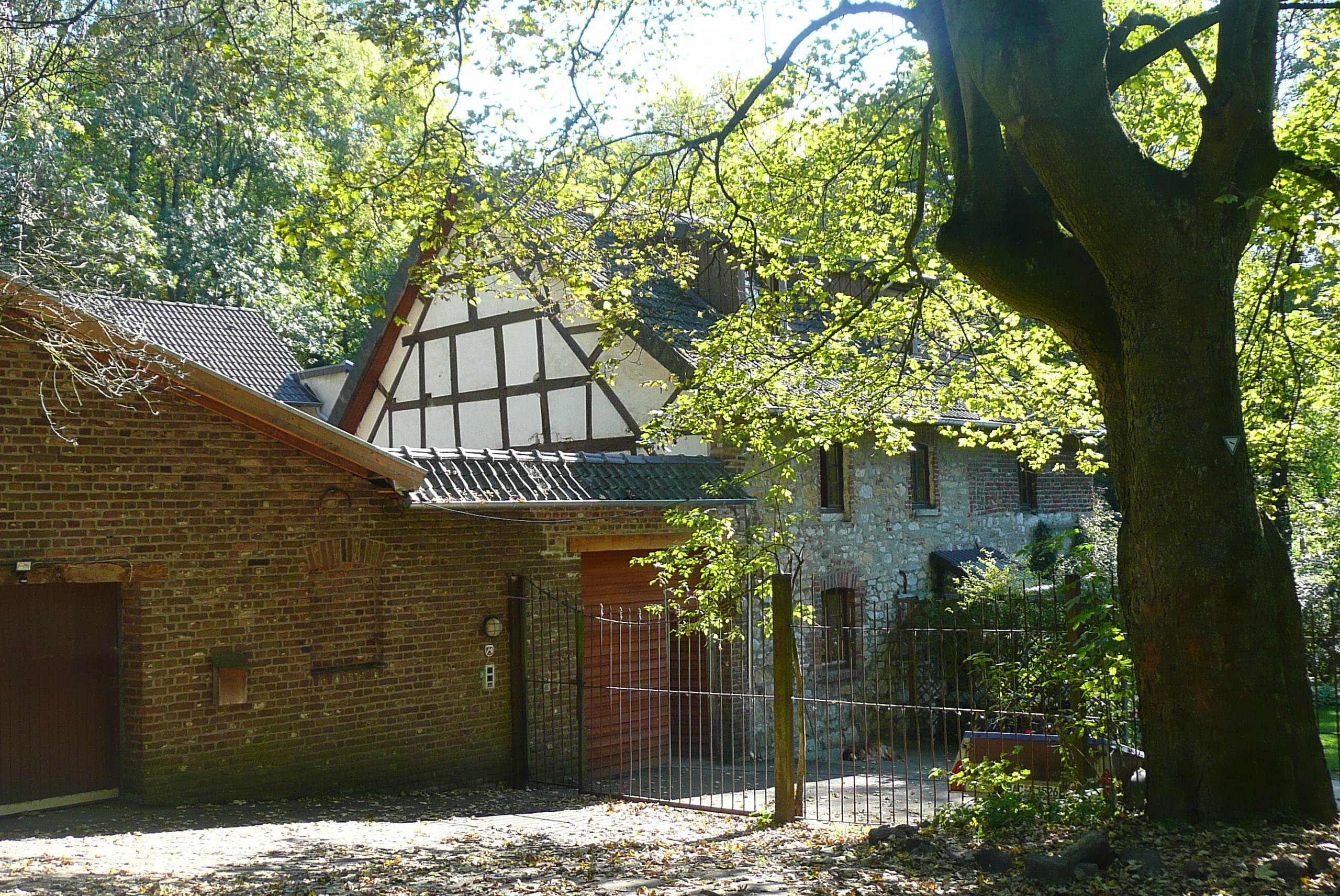
Die Kahlgrachtmühle an der Kahlgrachtstraße in Verlautenheide
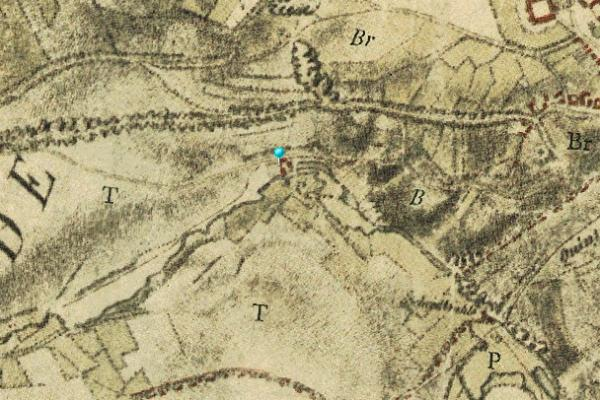
Standort der Kahlgrachtmühle auf der Tranchotkarte 1805/07
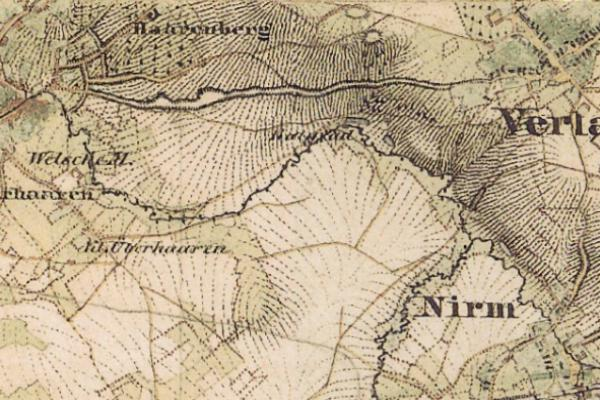
Uraufnahme von 1846 zeigt den Standort die Kahlgrachtmühle
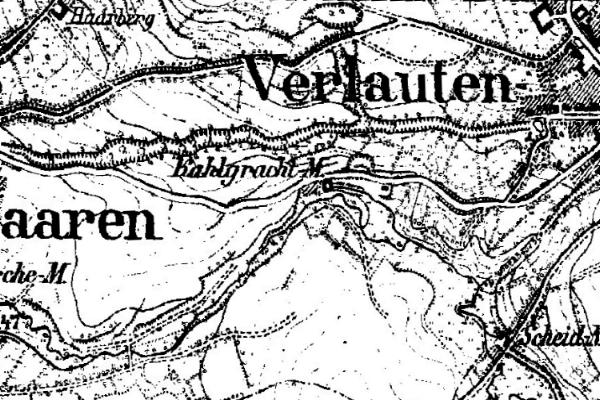
Die Kahlgrachtmühle auf der Neuaufnahme von 1892

## Denkmaleintrag
Kahlgrachtmühle, Kahlgrachtstraße 54, Baujahr 1453, Ersterwähnung als Mahlmühle; Mitte 16. Jh. bis 1670 Kupfermühle, schließlich bis 1944 wieder Mahlmühle.
Denkmalliste Aachen-Haaren